# Aphrodisium neoxenum
Aphrodisium neoxenum är en skalbaggsart som först beskrevs av White 1853.  Aphrodisium neoxenum ingår i släktet Aphrodisium och familjen långhorningar.
Artens utbredningsområde är Taiwan. Inga underarter finns listade i Catalogue of Life.